# Cryptocentrus leptocephalus
Cryptocentrus leptocephalus és una espècie de peix de la família dels gòbids i de l'ordre dels perciformes que es troba des d'Indonèsia fins a Nova Caledònia, les Illes Yaeyama, el nord-oest d'Austràlia i Tonga.
Els mascles poden assolir els 12 cm de longitud total.